# Армалит-1 (машиностроительный завод, Санкт-Петербург)
Армалит-1 (в прошлом Механический завод Р. К. Гроша с литейной мастерской, Чугуномеднолитейный завод Лангензипен и Ко, Знамя труда №2, Завод имени Молотова, Кировский завод, Знамя Октября) — металлургическое предприятие, основанное Рудольфом Карловичем Грошем в 1878 году в Санкт-Петербурге. Предприятие является одним из основных производителей судовой арматуры в России.

## История

### Литейно-механический завод
В 1875 году Рудольф Карлович Грош купил участок земли на Каменноостровском проспекте для того, чтобы открыть небольшую бронзово-литейную и механическую мастерскую. В 1878 году мастерская разрослась до литейно-механического завода. Завод выпускал арматуру и трубы.
В 1887 году завод купил Рихард Людвигович Лангензипен. В 1898 году Лангезипен переименовывает завод в «Чугуномеднолитейный завод Лангензипен и Ко». В 1911 году на базе завода возникло акционерное общество с основным капиталом 2 миллиона рублей. В 1912 году территория завода расширилась, была куплена земля с частью корпусов завода Тильманса в конце Школьного переулка за Нарвской заставой.

### Знамя Труда №2 и Завод имени Молотова
В 1918 завод был национализирован. В 1922 предприятие было введено в трест «Знамя Труда» и получило название «Знамя Труда №2». Механосборочное производство было реконструировано, были открыты лаборатория и новые цеха.
В 1931 году предприятие было переименовано в «Завод имени Молотова». В 1939 году завод переходит в ведомство Наркомата судостроительной промышленности. Основной специализацией предприятия становится выпуск судовой арматуры.
На время Великой Отечественной войны основное оборудование было эвакуирована за Урал, предприятие стало филиалом Кировского завода. Во время блокады завод продолжал работу и производил мины.

### Знамя Октября
В 1966 году предприятие перешло в ведение Министерства судостроительной промышленности СССР. Завод сменил название на «Знамя Октября» и выпускал трубопроводную арматуру для судового производства. Также предприятие занималось выпуском бытовых смесителей (Блеск, Невик, Этюд, Лерма), кранов и запчастям к ним, соковыжималок.

### Армалит-1
В 1993 году предприятие было приватизировано и стало акционерным обществом открытого типа «Армалит». После расширения акционерного общества завод был переименован в «Армалит-1».
Завод «Армалит-1» принадлежит АО «Машиностроительный завод Армалит», которое входит в АО «ХСКР» (холдинг Спецкомплектресурс). Завод выпускает отливки из бронзы, чугуна и стали, арматуру для судостроения и промышленности, корабельные амортизаторы серии АКСС и стабилизаторы давления в трубопроводах.
В 2010 году на территории предприятия были найдены останки рабочих Кировского завода и жителей района, погибших в блокаду.
В 2016 году Минпромторг заключил с предприятием контракт на разработку корабельной аппаратуры стоимостью 235 млн рублей. «Армалит-1» не уложился в сроки, и в июле 2020 министерство взыскивало с предприятия неустойку в размере 190 млн рублей. Однако в январе 2021 суд снизил её до 2,1 млн руб. По оценке арбитража, заводу помешали объективные факторы в виде карантинных мер во время пандемии.